# فریز (خوسف)
روستای فِریز feriz، روستایی است در دهستان براکوه از توابع بخش جلگه ماژان شهرستان خوسف، واقع در استان خراسان جنوبی که بر اساس سرشماری سال ۱۳۸۵ مرکز آمار ایران، جمعیت آن بالغ بر ۲۱۶ نفر بوده‌است.
فریز از جمله روستاهای زیبای خوسف به حساب می‌آید. ابن حسام خوسفی در سفری که به فریز داشته و قصیده مشهور زیارتنامه خود را مربوط به مزار کاهی می‌سراید اشارات روشن به فریز و زیبایی افق آن نموده می‌گوید:
عفـی الله از فریـز و مـردم او کـه نـور ماه دارد انجـم او
به شب مأوای مارا ساز کردند هزاران مردمی آغاز کردند 

## موقعیت جغرافیایی
روستای فریز در جنوب رشته کوه باقران به فاصله ۳۳ کیلومتری از شهر بیرجند واقع است. راه ارتباطی آن با مرکز استان، کوهستانی و سخت‌گذر است در نتیجه راه آسفالته‌ای که از شهر خوسف می‌گذرد، با وجود طولانی‌تر بودن به دلیل سهولت بیشتر مورد استفاده اهالی و مسافرین قرار می‌گیرد.

## حرفه و پیشه
اهالی روستا به تولید و فروش زعفران و خشکبار مثل بادام و گردو و عناب و زرشک اشتغال دارند. اخیراً ایجاد مرغداری و گاوداری و ایستگاه هواشناسی گلخانه‌های، تولید و بنیه اقتصادی روستا را افزایش داده‌است.

## آثار باستانی

### آثار باستانی موجود
۱- یکی از آثار باستانی فریز، ارگ آن است که در زمان گذشته پایگاه و در حکم قلعه نظامی روستا بوده‌است و برای جلوگیری از حملات ازبکان ساخته شده‌است. بانی آن به درستی معلوم نیست.
پهنای دیوارها حدود ۲ متر (هشت خشت) می‌باشد. در این ارک زندانی وجود داشته که هم‌اکنون نیز سلول‌های آن برجاست و بسیار تاریک و مخوف است در درون و وسط پلکان طبقه فوقانی ارگ، چاهی وجود دارد که از عمق آن راهی به قلعه نظامی عمومی وجود داشته لیکن اکنون مسدود و غیرقابل عبور است.
۲- دومین اثر باستانی روستا قنات و قنواتی در خود مرکز و مزرعه پهچون و نیسان و کلاته حسنعلی خان می‌باشد.

### آثار باستانی از بین رفته
۱- درخت تنومند و بسیار قدیمی چنار که شناسنامه‌ای قدیمی و تاریخی داشته و قدیمی‌ترین درخت چناری بوده که دراین استان پهناور وجود داشته‌است.
در زمان گذشته که بنا به اظهارات اهالی که آن‌ها هم از گذشتگان خود شنیده و نقل قول می‌کنند دور تنه چنار حدود ۱۰ متر و چنان بوده که پس از آنکه به اصطلاح متونش آتش گرفته و توخالی شده و همانند اتاقی دایره‌ای از جنس چوب بجا مانده که برای بستن الاغ‌ها از این محفظه استفاده می‌شده‌است. هم‌اکنون هم که فقط یک چهارم از دیوارهٔ این اتاقک باقی‌مانده باز هم پناهگاهی برای رهگذران و مسافران و لولیان و گهگاهی هم اهالی خود روستاست.
هر سال ایام نوروز بر یکی از شاخه‌های آن تاب آویزان و همه جوانان و مردان روستا و روستاهای نزدیک در تاب نشسته و به اصطلاح باد می‌خوردند و لوطی محل دایره می‌زده و نوازنده می‌نواخت. این رسم تا ۳۰ سال پیش مرتب اجرا می‌شد. لیکن در یکی از شب‌های چله تابستان طوفان سهمگین و باد شدید موسمی این شاخه را شکست و رسم فوق را از میان برد.
۲- معبد یا آتشکده‌ای بوده احتمالاً متعلق به دوران پیش از اسلام که چندی پیش، ضمن تسطیح خاکسترهای آتش برافروخته و خاموش شده چندین صد سال قبل از زیر خاک نمایان و حکایت از قدمت روستا و آیین مردم آن می‌نماید.
۳- قلعه نظامی بوده‌است که حدود شصت سال پیش تسطیح و به زمین زراعتی تبدیل شده‌است در عمق پنج، شش متری این زمین خانه‌ای و نصبی و راهنمایی به اطراف و جوانب قلعه پیداشده که فعلاً محو و یافتنش مستلزم خاک برداریهای دیگری است.
بزرگان و فضلای روستای فریز
از فضلا و علمای این روستا می‌توان از مرحوم آخوند ملا علی اکبر بزرگ و جناب آقای سید محمد ملقب به آقا سید حافظ ، حافظ کلام الله مجید نام برد که در سال ۱۳۵۰ هجری قمری فوت نموده و مدفنش در مزار شیخ ابو دردا و مراد بخش می‌باشد .
از علمای قرن اخیر محل می‌توان نام مرحوم حاجی آخوند خلیقی، آحوند ملا عبدالجواد حاجی، ملا علی اکبر و شیخ علی اکبر محسنی و آقا سید رضا گلستانی را که همگان درگذشته اند.
از بزرگان قدیمی این روستا می‌توان به محمد خان و شیرعلی خان و حکمرانانی از قبیل علی قلی خان اشاره نمود.

### قنات های روستای فریز

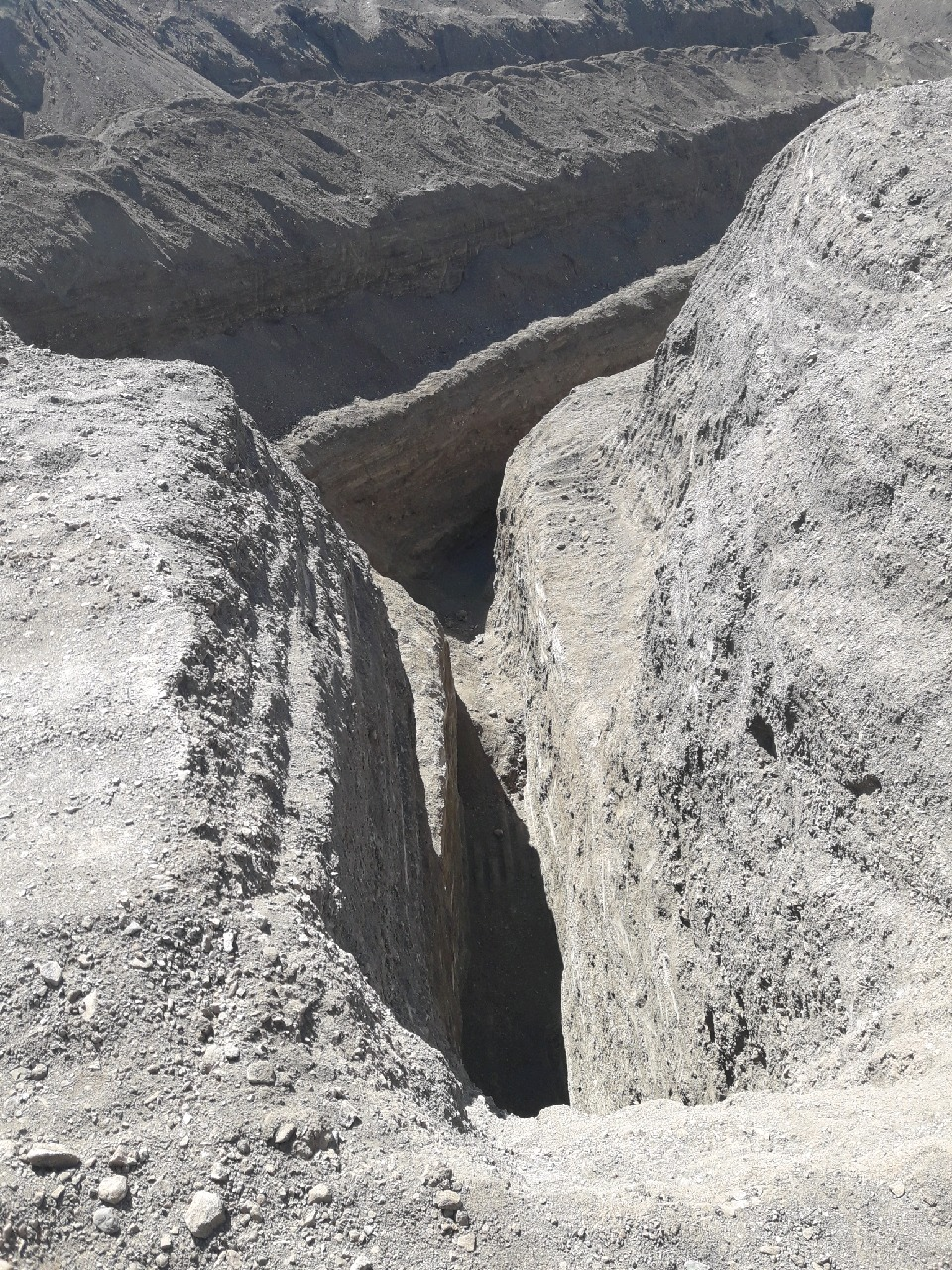
مرمت و بهسازی قنات روستای فریز

1. قنات اصلی فریزمرمت و بهسازی قنات روستای فریزمرمت و بهسازی قنات روستای فریز در مرداد ماه 1395

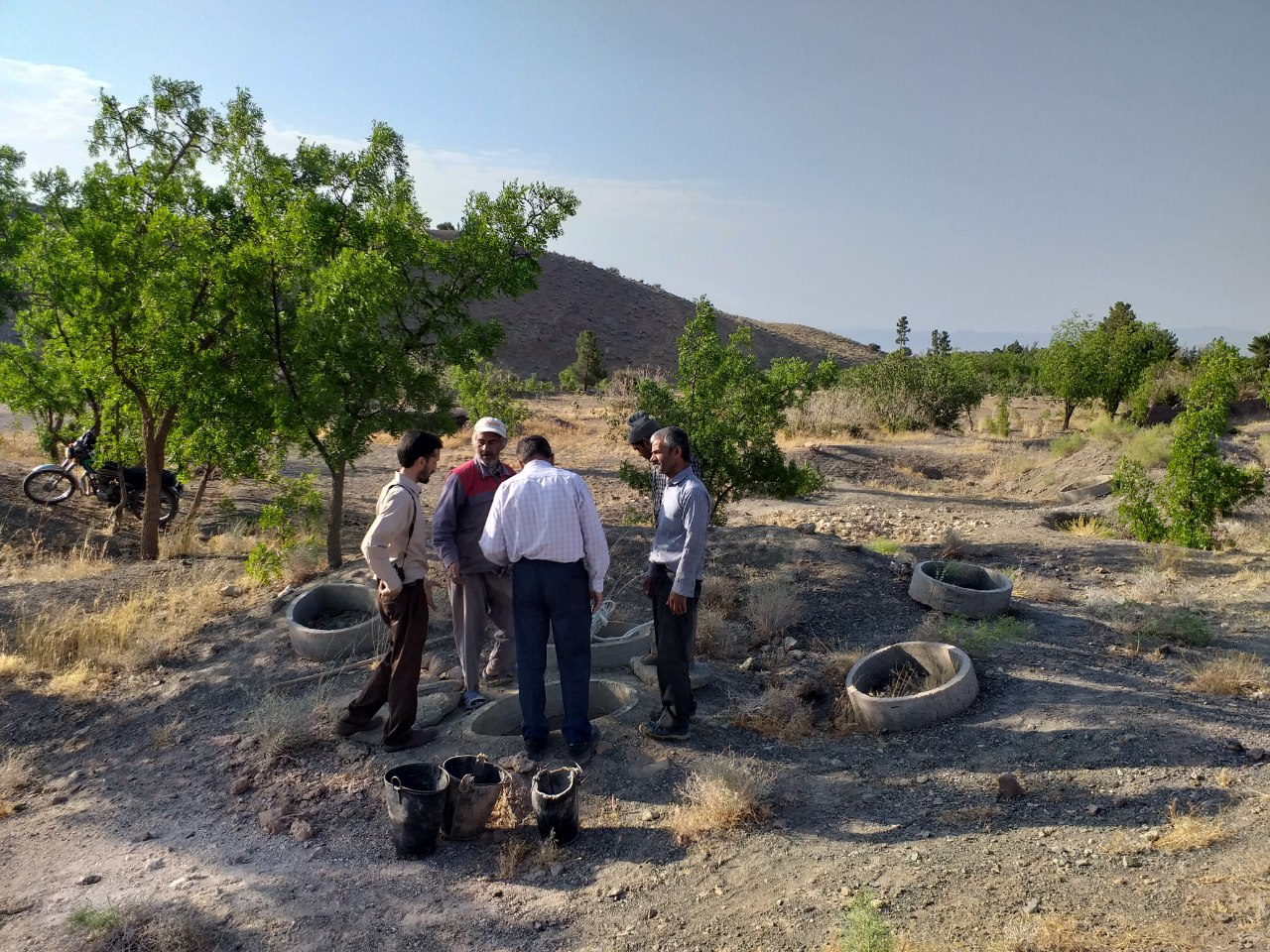
مرمت و بهسازی قنات روستای فریز در مرداد ماه 1395

2. قنات کلاته حسینعلی خان
3. قنات پهچون